# Siedelberg
Der Siedelberg ist ein langgezogener Bergrücken in Nord-Süd-Richtung mit einer maximalen Höhe von 541 m ü. A. Er liegt in Oberösterreich zwischen dem Tal des Engelbachs im Westen und dem der Mattig im Osten. Die Gemeinden Mattighofen, Pischelsdorf, Auerbach und Pfaffstätt haben Anteil an dem Berg.
Beim Siedelberg handelt es sich um eine Endmoräne aus der Günzeiszeit.
Nach der naturräumlichen Gliederung des Landes Oberösterreich wird der Siedelberg zum Großteil der Raumeinheit Hausruck und Kobernaußerwald, sein Nordteil, getrennt etwa durch die L503, dem Inn- und Hausruckviertler Hügelland zugeordnet. Beide Abschnitte sind klein und von ihren östlich gelegenen Hauptgebieten durch die Raumeinheit Mattigtal morphologisch abgetrennt.
An der Ostseite des Siedelbergs wurde Konglomerat abgebaut,
südlich des höchsten Punktes gibt es eine große Schottergrube.
Am Siedelberg wurden Keltengräber aus der Zeit um 400 v. unserer Zeitrechnung gefunden.
Die häufigste Baumart auf dem Siedelberg ist die Buche.
Über den Siedelberg führt der Kobernaußerkorridor, ein Wanderkorridor für Tiere, der im Rahmen eines Pilotprojektes des Landes Oberösterreich mit der Universität für Bodenkultur Wien den Kobernaußerwald mit dem Böhmerwald vernetzen soll. Derzeit reicht der Korridor von Braunau über den Siedelberg, Kobernaußer- und Hausruckwald bis zur Schlögener Schlinge.